# Anna Pfeffer
Anna Pfeffer (Kaposvár, 31 agosto 1945) è un'ex canoista ungherese.

## Palmarès

### Olimpiadi
- 3 medaglie:
  - 2 argenti (Città del Messico 1968 nel K-2 500 m; Montréal 1976 nel K-2 500 m)
  - 1 bronzo (Monaco di Baviera 1972 nel K-1 500 m)

### Mondiali
- 1 medaglia:
  - 1 oro (Belgrado 1971 nel K-2 500 m)
  - 1 argento (Tampere 1973 nel K-4 500 m)
  - 2 bronzi (Berlino Est 1966 nel K-2 500 m; Tampere 1973 nel K-2 500 m)